# Latifa al-Zayyat
Latifa Al-Zayyat (en árabe: لطيفة الزيات‎; Damieta, 8 de agosto de 1923–El Cairo, 11 de septiembre de 1996) fue una destacada escritora, académica, feminista, panarabista y activista de la izquierda revolucionaria egipcia, muy vinculada con el mundo de la cultura y la política en su país. Doctora por la Universidad de El Cairo en 1946, trabajó como profesora de inglés en la Universidad de Ain Shams y fue directora de la Academia de las Artes de Egipto en los años 70. Escribió obras críticas y literarias. Meses antes de su muerte, en 1996 a causa de un cáncer, recibió el premio literario más prestigioso de Egipto, el State Literature Award en reconocimiento a su carrera literaria. En el mismo año, fue co- galardonada con la Medalla Naguib Mahfouz de Literatura por su obra más conocida: La Puerta Abierta. Se trata de la primera autora, junto al escritor Ibrahim Abdel Meguid, en haber recibido este premio. También se considera una de las pioneras del feminismo egipcio.

## Biografía

### Primeros años
Al-Zayyat nació el 8 de agosto de 1923 en el seno de una familia de clase media de la localidad de Damieta, al norte de Egipto. En aquella época Egipto era una monarquía. Pasó gran parte de su infancia en la casa de su bisabuelo paterno hasta que, a los 6 años de edad, su familia se mudó a El Mansurá, debido al trabajo de su padre como funcionario en el ayuntamiento en esta ciudad. Fue en esta localidad donde al-Zayyat, con 11 años, fue testigo de una de las situaciones que ayudaron a formar su conciencia política y nacional ya que presenció el asesinato de 14 manifestantes del movimiento estudiantil. Los hechos tuvieron lugar el día en el que el líder del partido del Wafd, Mustapha Nahhas, hizo una visita de carácter político no autorizada por el entonces antiguo primer ministro Egipcio, Ismail Sedky Pasha a al Mansura y otras ciudades de provincia. Según la propia Latifa en su diario Notas personales, ese fue el momento en el que se implantó en ella la semilla de lo que pronto sería su compromiso con el nacionalismo revolucionario egipcio:
Llegaba al compromiso nacionalista por una de las vías más dolorosas y violentas, en la que el mínimo retroceso me consumiría y me haría sentirme culpable. No soportaría que ocultaran mi voz y una oculta esperanza me guiaba: continuar diciendo no a todas las injusticias del mundo. 
Poco después de trasladarse a la ciudad de Asyut, en 1935, su padre murió cuando ella tenía doce años. Se trató de un acontecimiento que marcó una de sus primeras experiencias con la muerte física, algo que posteriormente tuvo muy presente a la hora de hacer literatura.
La familia se mudó a El Cairo, donde la escritora ingresó a la Escuela Secundaria Saneiah, primera escuela para la educación de chicas en Egipto, luego Latifa Al-Zayat.  Obtuvo la licenciatura de letras Inglesas en la Universidad de El Cairo en 1946.Comenzó su labor académica en 1952, trabajando como profesora en el Women's College. En 1957, obtuvo el doctorado en literatura inglesa de la Facultad de Artes de la Universidad de El Cairo. En 1972, llegó a ser catedrática de Crítica literaria, También fue jefa del Departamento de Literatura y  Crítica teatral y del Instituto de Artes Escénicas de 1970 a 1972, luego trabajó como directora de la Academia de las Artes de 1972 a 1973.

### Matrimonio
Su primera relación fue con Abd al-Hamid Abd al-Ghani, conocido por (Abdul Hamid al-Katib), los dos estaban comprometidos, pero no llegaron a casarse debido a las diferencias de sus tendencias intelectuales. La escritora sintió que esta relación impediría su actividad política. Sin embargo Latifa al-Zayat dejó gran impacto en la vida de Abdul Hamid. Él mismo lo confesó en una columna publicada en la última página del diario Akhbar Al-.Youm bajo el título Anillo de compromiso. Después la escritora se casó con Ahmed Shokrey Salem,  uno de sus colegas nacionalistas, y el primer comunista condenado a siete años de prisión. Los dos fueron arrestados en 1949 bajo acusación de comunistas. Tras divorciarse, conoció al Dr. Rashad Rushdi, asesor del presidente Anwar Sadat para la literatura, de origen, pensamiento y comportamiento conservador. Se enamoró de él y lo describió diciendo;
"es el primero en despertar la mujer que tenía dentro".
No obstante, ella lo dejó más tarde tras sentir que sus pensamientos y opiniones estaban restringidos, y que ella vivía una vida diferente de la que quería y por la que luchaba.

### Activismo cultural
- Miembro electo del primer consejo de la Unión de Escritores Egipcios.
- Miembro de honor de la Unión General de Escritores y Periodistas Palestinos.
- Miembro del comité de tiempo completo y del comité de novela del Consejo Superior de Cultura, y miembro de los comités de los Premios de Incentivos del Estado en el campo de los cuentos y la novela.
- De 1960 a 1972, presentó un programa de crítica literaria en la radio nacional.
- Supervisó la emisión y edición del suplemento literario de la revista Al-Tali'a emitida por Al-Ahram, y este apéndice fue una de las primeras plataformas que publicó la evaluación y análisis de la producción de jóvenes escritores en los años sesenta y setenta.
- Mostró un gran interés por los asuntos de la mujer y por la relación fundamental entre la mujer y la sociedad, y editó una sección semanal sobre asuntos de la mujer en la revista Hawa de 1965 a 1968.
- Por su preocupación por la familia y la infancia, ocupó durante un tiempo el cargo de Directora de Cultura Infantil en Cultura de Masas.
- Recibió el Premio del Estado en Literatura en 1996.

### Activismo político y literario

#### Principios
En 1942 ingresó en la Universidad de El Cairo para estudiar Filología Inglesa, pero no fue hasta 1944 cuando comenzó a interesarse por la política y el nacionalismo. Durante este periodo se convirtió en líder del Movimiento Nacional Estudiantil y fue acogida como una de las representantes de la Secretaría General del Comité Nacional de Estudiantes y trabajadores, que dirigía la lucha de la sociedad egipcia contra la ocupación británica en ese período. En 1946 terminó sus estudios y también participó en la manifestación estudiantil del puente de Abbás, en la que solicitaban a Gran Bretaña la devolución del Canal del Suez y una independencia total del país. Al-Zayyat consideró que fue un episodio muy importante para la historia de Egipto, pues se trató de uno de los antecedentes del estallido de la revolución de 1952.
En cuanto a sus inicios literarios, cuenta en una entrevista que se interesó por la literatura después de que su hermano le regalara el libro Oudatu al-Ruh (Regreso del alma) de Tawfiq al-Hakim y publicó sus primeros cuentos en la revista Al-Hilal cuando era estudiante universitaria.

#### La Prisión de las Mujeres
Su participación en la política y sus vínculos con la izquierda llevaron a la escritora y a su primer marido, también revolucionario, a vivir en la clandestinidad entre 1948-1949. En marzo de 1949, el matrimonio fue arrestado y condenado a prisión. Ambos fueron acusados de pertenecer a una organización comunista que quería derrocar al régimen. Al-Zayyat ingresó en la cárcel para mujeres de Hadra, Alejrandría, donde, según sus propios relatos, fue sometida a torturas. En el mismo año salió de prisión. Esta experiencia le sirvió como inspiración para escribir en 1950 un libro titulado “La Prisión de las Mujeres”. Se trata de una obra que nunca fue publicada y la escritora siempre se preguntó el porqué de ello.

#### La Puerta Abierta
En 1960 se publicó una de sus obras más reconocidas, La Puerta Abierta (Al-Bab Al-Maftuh), un libro que comenzó en 1957 y cuya escritura supuso un reencuentro con esa joven Latifa que entró en la cárcel de Hadra, según palabras de la propia escritora. El libro trataba muchos temas como la libertad de la mujer y su estatus social, además de criticar y corregir las tradiciones de la clase media, así como temas de independencia, nacionalismo y liberación nacional. La escritora consideraba el libro;
"su visión de la historia de Egipto de 1946 a 1956, y es un comentario sobre los valores de la clase media y la necesidad de modificarlos".
Se trata de una obra que fue muy bien recibida por situar la libertad de las mujeres dentro del contexto de la lucha de clases y de la liberación nacional, no como una lucha de poder que enfrentaba a la mujer y al hombre. Esta última acepción fue usada como arma para acusar a la lucha anti-patriarcal de las feministas egipcias de posicionarse en contra del género masculino. Al-Zayyat, como muchas feministas egipcias, siempre hizo énfasis en que tanto las mujeres como los hombres son víctimas de las estructuras que conforman la sociedad. Sin embargo, señalaba que las mujeres se enfrentan a una doble opresión: la de la opinión pública conformada por hombres y la de otras mujeres que son presas de la ideología de la clase dominante.

#### La causa palestina
También estuvo muy implicada con la causa palestina y consideró la derrota en la Guerra de los Seis Días como un golpe muy duro para la nación árabe. Ella, y una gran mayoría del pueblo egipcio, estimó que la firma de Nasser de la Resolución de Jartum fue una humillación para todos los árabes. Días más tarde, Nasser presentó su dimisión como presidente. Esto supuso un gran descalabro para los egipcios y, por ello, al-Zayyat redactó, junto con su cuñado Muhammad Al-Khafif y su hermano Muhammad Abd al-Salam al-Zayyat, quien era el Secretario General del parlamento en ese momento, una resolución acordada en la misma noche del suceso que recibió el nombre de “Decimos no a Nasser”, en la que se oponían a esta renuncia. Su propio hermano la leyó a la luz de las velas en la sala principal del Parlamento. Otro hecho relacionado con la causa que le marcó fue la matanza de palestinos en Jordania de 1970, en lo que se conoce como Septiembre Negro. Tras la muerte de Nasser, el 28 de septiembre de 1970, la escritora reconoció seguir teniéndole en cuenta estos dos acontecimientos. Aun así, sí lamentó su muerte y lo expresó diciendo: 
Ningún individuo, sea quien sea, tiene derecho a dejar huérfano a un pueblo.

#### Camp Davis y la prisión de Qanátir
A partir de 1979 cofundó el Comité por la Defensa de la Cultura Nacional, que actuaba a través de la Agrupación Nacional Unionista y del que formó parte hasta su fallecimiento en 1996. Se trataba de un comité integrado por intelectuales en señal de protesta tras la firma del tratado de paz de Anwar el-Sadat con Israel para concienciar sobre el peligro de establecer relaciones con este país. El 8 de septiembre de 1980 volvió a ser detenida e ingresó en la prisión de Qanátir. Al-Zayyat formó parte de las 1.500 personas que fueron arrestadas por oponerse al Tratado de Camp David, un acuerdo que supuso el reconocimiento del Estado de Israel por parte de Egipto y que provocó el descontento de un gran número de intelectuales de izquierdas del país. En Qanátir compartió sus días de cárcel con otras conocidas intelectuales egipcias, como Nawal el-Saadawi, Amina Rachid y Awatif Abderrahman. Latifa documentó esta experiencia en su autobiografía titulada Registro, en la que habla de las condiciones de su arresto. Esta autobiografía es una de las más importantes y audaces escritas por una mujer árabe.

#### La Vejez
En 1984, al-Zayyat publicó otra de sus obras más importantes: La Vejez Y Otros Relatos. Se trata de una serie de narraciones entre las que destaca el capítulo llamado La Vejez, compuesto por memorias personales escritas durante los años 70 en las que reflejó la relación de dependencia que desarrolló hacia su hija Hanan y la búsqueda de una existencia en constante transformación. Se trata de un relato con el que la escritora llega a concluir que la vejez es un estado mental:
La vejez es la conciencia del individuo de que su existencia es innecesaria, de que el telón ha caído y ya no tiene un papel que desempeñar. Es la carencia que dé sentido y justifique la existencia como resultado de esa conciencia. La vejez es, este sentido, un estado y no una de las etapas de la vida; es un estado psíquico y no necesariamente fisiológico, aunque quizás puede producir síntomas físicos prematuramente.

#### La crítica literaria
Latifa Al - Zayyat cree que la crítica literaria no se considera crítica si no está dirigida al lector común o si no cambia su pensamiento , su conocimiento o su comportamiento, pues la función de la crítica literaria es formar ideas y valores que afectan positiva o negativamente a la sociedad . Ella aclara que su concepto de crítica literaria es un concepto muy simple , ya que , según ella , la labor del crítico es mediar entre el autor y el lector , y mostrar los aspectos de la belleza de la obra literaria que a lo mejor el lector no puede ver. Latifa pone de relieve que el crítico el quien analiza las ideas de la obra literaria y destaca la relación entre ellas , explicando al lector cómo el escritor pudo producir un cierto impacto literario. En suma, el trabajo principal del crítico es servir al lector y aclarar las manifestaciones del texto 
La escritora se negaba a asumir por completo las teorías críticas occidentales como el estructuralismo y la deconstrucción, y creía que la crítica debe tener en cuenta su primera tarea, que es acercar el texto al lector para que pueda aprender de este texto. Aconsejaba a los críticos jóvenes que utilizaran las teorías críticas europeas, pero adaptándolas a lo que conviene al campo cultural egipcio. Decía: "Prueben su literatura como egipcios y critiquen su literatura como egipcios".
La escritora estuvo muy influenciada por el libro El regreso del espíritu y el libro El diario de un representante en el campo de Tawfiq Al-Hakim. Ella decía: "Todos nosotros, tanto escritores y escritoras egipcios, somos hijos de Tawfiq Al-Hakim.”

## Homenaje
El 8 de agosto de 2015 Google le dedicó un Doodle a la escritora por el 92 aniversario de su nacimiento. El Doodle tuvo alcance en todos los países del Mundo Árabe. Su foto apareció mientras sostenía un papel en el que estaba escrito "Layla", que es el nombre de la heroína de su novela más famosa, La puerta abierta.

## Obras

### Obras traducidas de árabe a español

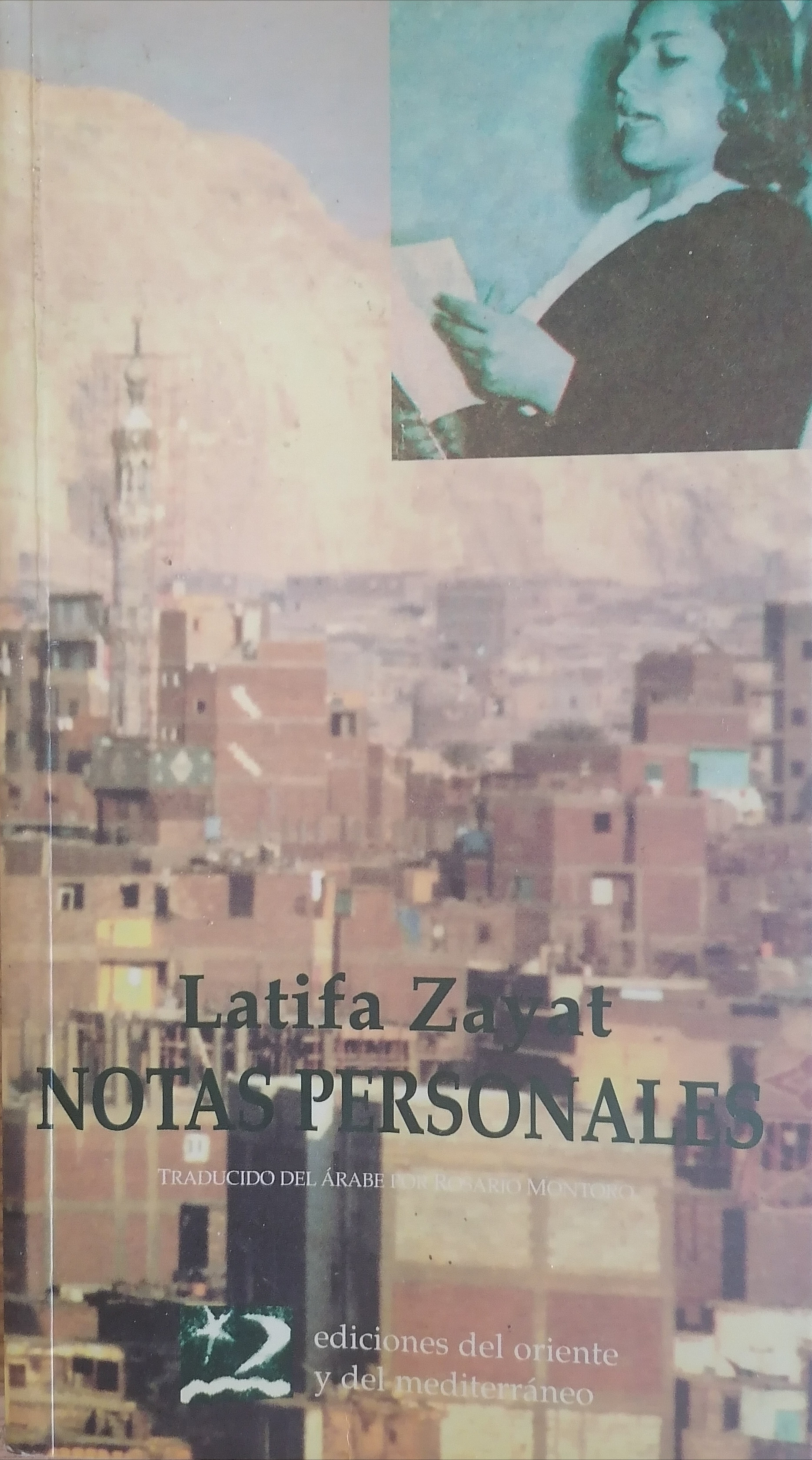
'notas personales' su autobiografía.

- La Vejez y Otros Relatos. (1986)
- Notas Personales. (1992)

### Obras traducidas solamente de árabe a inglés
- Al-Bab Al-Maftuh (La Puerta Abierta-The Open Door). (1960)
- Sahib Al-Bayt (El Propietario de la Casa-The Owner of the House). (1994)

### Obras y ensayos en árabe
- Bi' wa shira'. (Compraventa). (1994)
- Al-Rajul alathi 'arafa tuhmata. (El Hombre que Conocía su Cargo). (1995)
- Najib Mahfouz: al-sura wa-l-mithal. (Najib Mahfouz: imagen y parábola). (1989)
- Min suwar al-mar'a fi-l-qisas wa-l-riwayat al-'arabiya. (La imagen de las mujeres en las historias cortas y en la novela árabe). (1989)
- Adwa'. (Luces). (1995)
- Furd Maduks Furd wa-l-hadatha. (Ford Madox Ford y la Modernidad). (1996)

### Traducción de
- Artículos críticos, T. S. Eliot.(1962)
- sobre el arte, una visión marxista.(1994)

### Otras
- kul hatha al-sawt al-jamil. (Toda esta hermosa voz) Antología de cuentos de escritoras árabes (1994)

## Muerte
Latifa al-Zayyat murió el 11 de septiembre de 1996 a la edad de 73 años, tras una larga lucha contra el cáncer, poco después de recibir el Premio del Estado de Literatura.